# Niscemi
Niscemi – miejscowość i gmina we Włoszech, w regionie Sycylia, w prowincji Caltanissetta.
Według danych na rok 2004 gminę zamieszkiwały 27 564 osoby, 287,1 os./km².
W miejscowości jest stacja kolejowa Niscemi.